# Shimmy
Wobble, shimmy, tank-slapper, speed wobble, e death wobble são palavras para descrever um rápido movimento que acontece nas rodas de veículos como carros e motocicletas devido a oscilações  (geralmente entre 4 e 10 Hz) ou por falta de ajuste na cambagem (em carros), ou por ângulo de caster muito alto (em motos), podendo causar a queda do piloto ou até mesmo um acidente grave. No Brasil, o fenômeno ficou conhecido pelo verbo "chimar", popularizado por motociclistas, referindo-se ao efeito de rápidas oscilações na roda dianteira das motocicletas em alta velocidade. O efeito também pode ser observado em jipes, skates, patins e em qualquer veículo que possuem como guia, uma roda.